# Purson
A Purson angol pszichedelikus/progresszív//stoner/okkult rock zenekar volt Londonból. Alapító tagja Rosalie Cunningham, aki előző együttese, az Ipso Facto feloszlása után alapította meg a Pursont. 2011-ben alakultak, és 2017-ben oszlottak fel. 

## A név eredete
Nevüket egy démonról kapták. Cunningham egy istenről szerette volna elnevezni a zenekart, de miután a tagok nem találtak olyan nevet, ami tetszett volna nekik, démonok vagy ördögök nevei között kutakodtak.

## Története
Első kislemezük 2012. március 1.-jén jelent meg.
Első stúdióalbumuk 2013. április 29.-én került piacra, The Circle and the Blue Door címmel. Az album pozitív kritikákat kapott.
2017. áprilisában megjelent utolsó kislemezük, a "Chocolate Money". Ugyanekkor bejelentették, hogy feloszlanak.

## Diszkográfia
Kislemezek
- "Rocking Horse" / "Twos and Ones" (2012)
- "Leaning on a Bear" / "Let Bloom" (2013)
- "The Contract" / "Blueprints of the Dream" (2013)
- "Electric Landlady" (2015)
- "Chocolate Money" (2017)

EP-k
- Rocking Horse (2012)
- In the Meantime... (2014)

Stúdióalbumok
- The Circle and the Blue Door (2013)
- Desire's Magic Theatre (2016)